# 南清水沢駅
南清水沢駅（みなみしみずさわえき）は、かつて北海道夕張市南清水沢2丁目にあった北海道旅客鉄道（JR北海道）石勝線（夕張支線）の駅（廃駅）である。事務管理コードは▲132109。駅番号はY22。

## 歴史

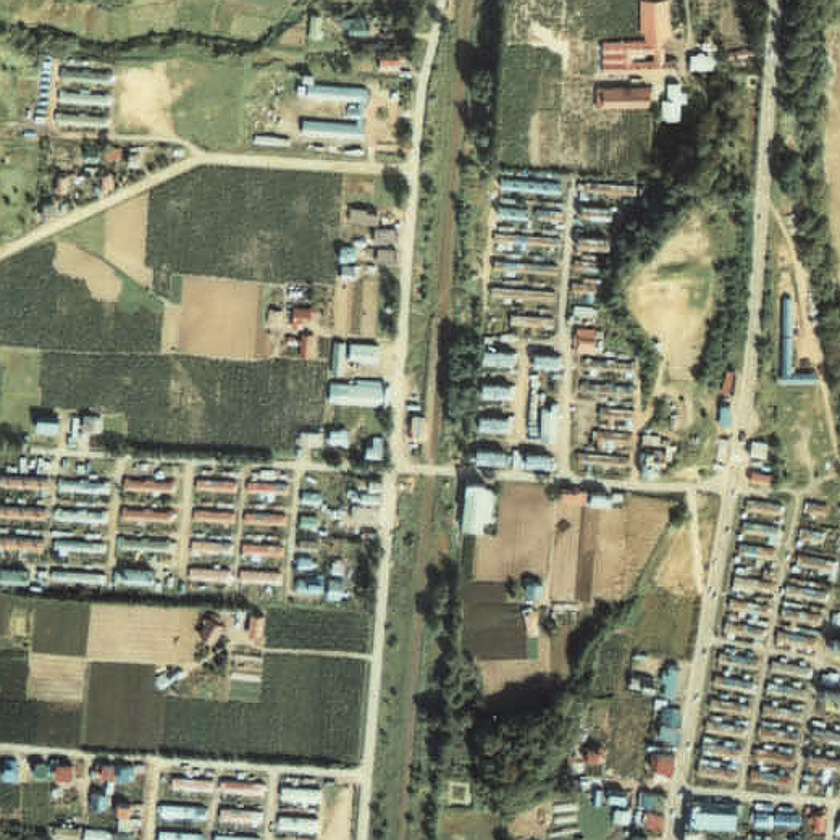
1976年の夕張線（当時）の南清水沢駅と周囲約500m範囲。上が夕張方面。

- 1962年（昭和37年）12月25日：日本国有鉄道の駅として開業[2][4]。気動車の旅客のみ取扱う駅員無配置駅として開業[5][6]。
- 1967年（昭和42年）11月1日：業務委託駅となる[7]。
- 1984年（昭和59年）3月31日：再び駅員無配置駅となり[8]、簡易委託化。
- 1987年（昭和62年）4月1日：国鉄分割民営化によりJR北海道に継承[2]。
- 2019年（平成31年）4月1日：新夕張駅 - 夕張駅間（夕張支線）廃止に伴い廃駅[9][10]。

## 廃止時の駅構造
単式ホーム1面1線の地上駅であった。
新夕張駅が管理する簡易委託駅だった（窓口営業時間5時45分 - 17時00分）。

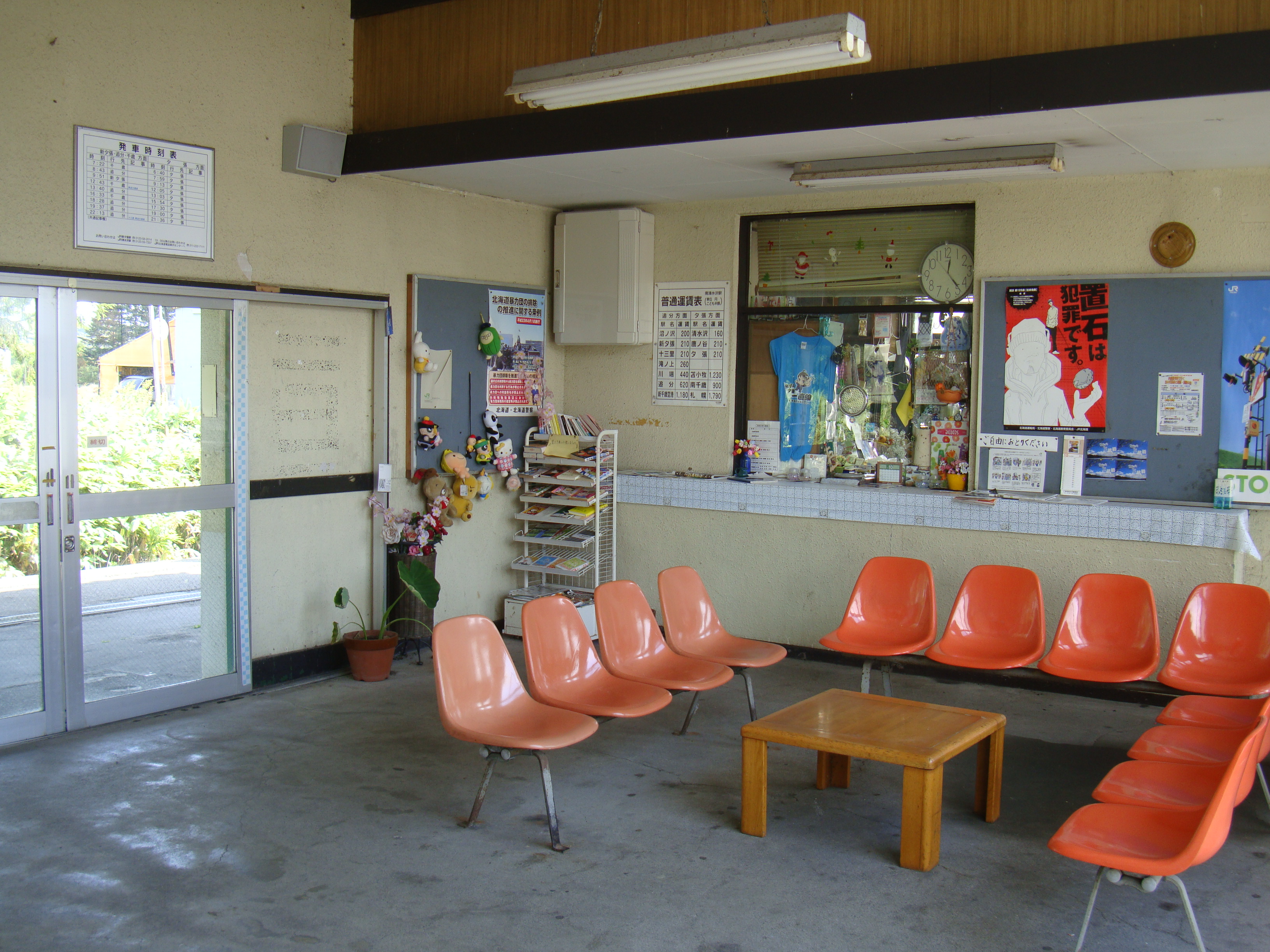
待合室（2012年10月）
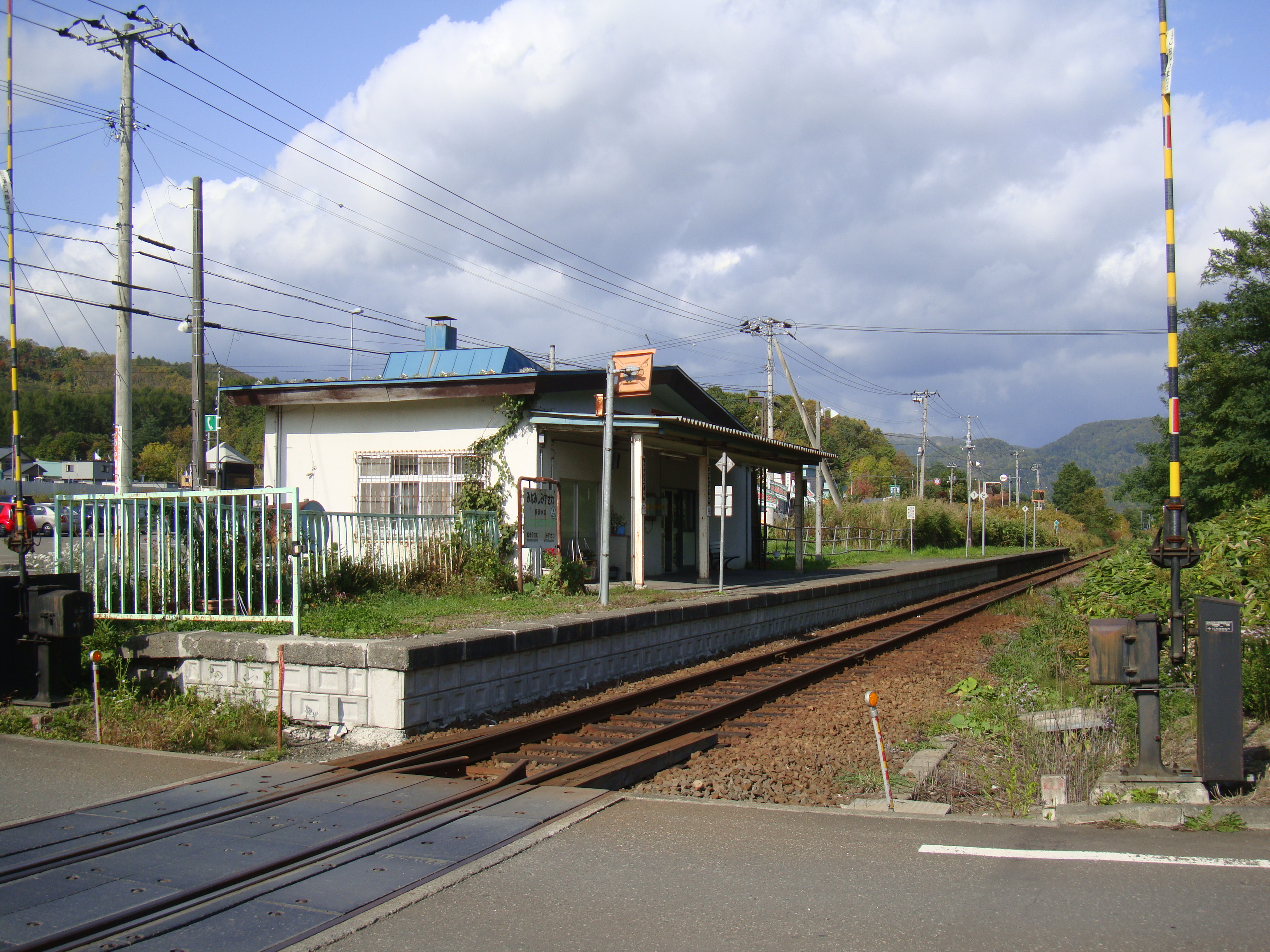
ホーム（2012年10月）
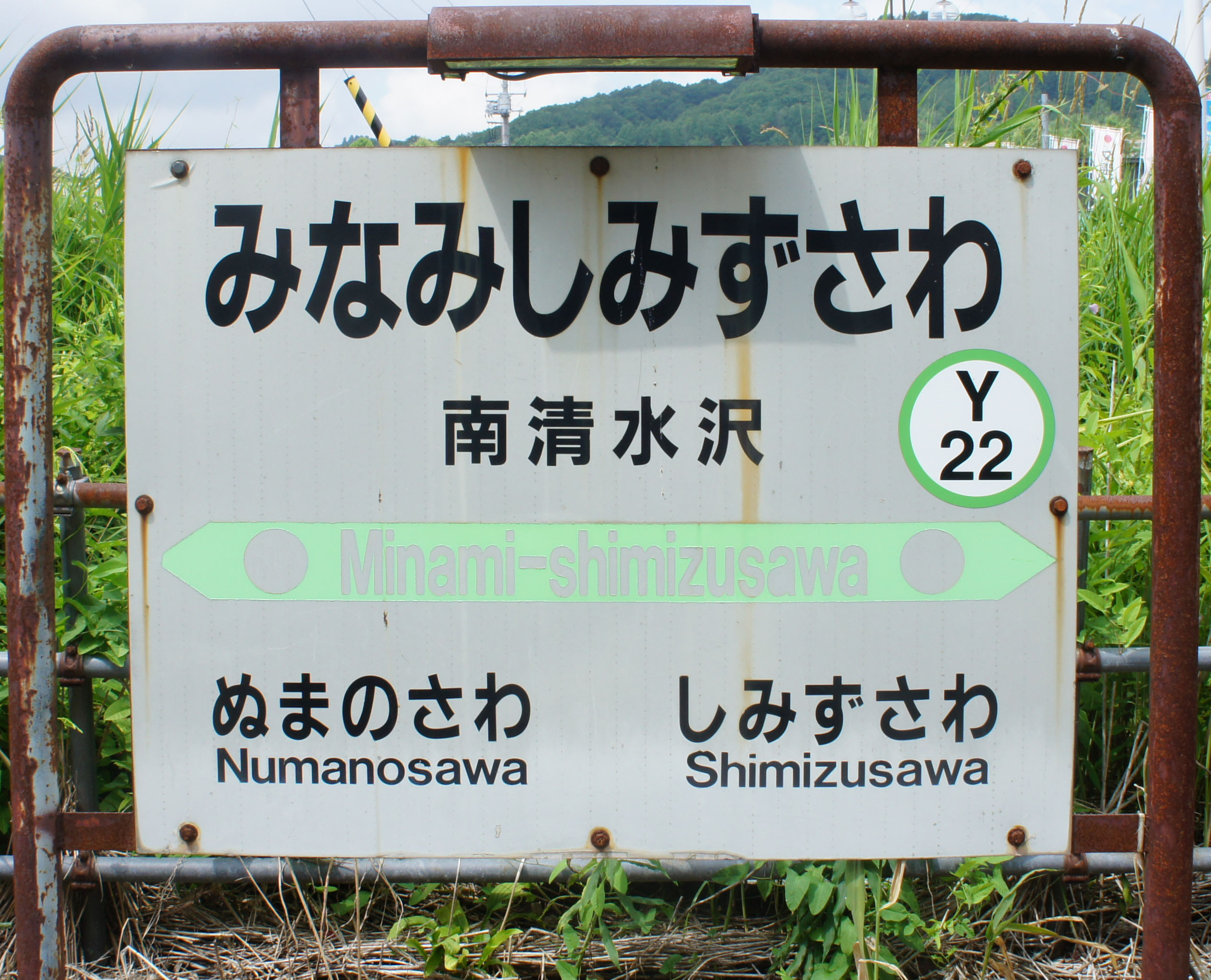
駅名標（2017年7月）

廃止後は駅舎跡地がそば屋「そば天国」として移設改装され、2020年4月1日より開店している。

## 駅周辺
夕張南高校（現在の夕張高校）が移転してきたことにより、周辺に市街地が出来た。夕張市の財政再建団体指定後には小学校・中学校も同地の1か所に統合され、学校が集積する形となった。
なお、夕張市ではコンパクトシティ化の推進にあたって、清水沢地区に都市拠点を集積する方向付けがなされている。このため、夕張支線廃止に関連して近隣に複合拠点施設「りすた」が開設され、夕張支線廃止代替バスと都市間バス、真谷地地区などへのデマンド交通などの結節点としての機能も持たせている。
- 国道452号
- 拠点複合施設「りすた」
  - 夕張市役所南支所
  - 夕張市教育委員会事務局
  - りすた図書館
  - 夕張鉄道（夕鉄バス）「りすた」停留所
元々は駅前に「南清水沢駅前」停留所として設置。鉄道廃止直後（2019年4月1日）のダイヤ改正にて「南清水沢」に改称[12]。その後の2020年3月1日より「りすた」が開設され、バスが乗り入れることに伴い、「南清水沢」停留所はそちらに統合された[13]。
- 夕張南清水沢郵便局
- 夕張市立ゆうばり小学校
- 夕張市立夕張中学校
- 北海道夕張高等学校
- コープさっぽろゆうばり店（当駅廃止後の2020年9月17日開店[14]）
  - 当駅廃止当時はACOOP南清水沢店[15]が営業していたものの、2020年8月15日に閉店していた。
- DCMニコット夕張店
- セイコーマート夕張南清水沢店

## 隣の駅
北海道旅客鉄道（JR北海道）
■石勝線（夕張支線）
沼ノ沢駅 (Y21) - 南清水沢駅 (Y22) - 清水沢駅 (Y23)